# Aponychus spinosus
Aponychus spinosus är en spindeldjursart som först beskrevs av Banks 1909.  Aponychus spinosus ingår i släktet Aponychus och familjen Tetranychidae. Inga underarter finns listade i Catalogue of Life.